# Kōzō Satō
Kōzō Satō (佐藤 皐蔵, Satō Kōzō) (15 mai 1871 - 23 mars 1948) est un amiral de la marine impériale japonaise qui fut déployé en mer Méditerranée durant la Première Guerre mondiale à la tête de 17 destroyers. Il a reçu de nombreuses décorations étrangères, dont la Légion d'honneur.

## Biographie
Né à Hanamaki dans l'actuelle préfecture d'Iwate, Satō sort diplômé de la 18e promotion de l'académie navale impériale du Japon en 1891, étant classé 6e sur 61 cadets. L'un de ses camarades de classe est le futur amiral Kiyokazu Abo.
En tant qu'aspirant, Satō sert sur le Hiei (en), le Katsuragi (en), le Takachiho (en), et le Hashidate (en), puis après sa promotion au grade d'enseigne, sur l'Amagi (en). En 1894, durant la première guerre sino-japonaise, il est assistant-navigateur sur le navire à passagers converti Saikyō Maru (en), servant sous les ordres de l'amiral Kabayama Sukenori lors de la bataille du fleuve Yalou.
Après avoir servi sur l'Atago (en) et le Kaimon (en), Satō est promu lieutenant en 1897 et est nommé officier en chef de l'artillerie sur le Chin'en (en) (capturé à la Chine) en 1898. En 1900, il sert sur le Hatsuse (en) lors de son voyage aller et retour jusqu'au Royaume-Uni. Il tient diverses positions d'État-major en 1901-1902 et est envoyé comme attaché militaire au Royaume-Uni en 1903. Dans ce pays, il est promu lieutenant-commandant (capitaine de corvette).
Après son retour en 1904, Satō est affecté comme officier en chef de l'artillerie sur l'Azuma sur lequel il sert durant la guerre russo-japonaise à la bataille d'Ulsan. Il est transféré sur le Tokiwa sur lequel il est de nouveau officier en chef de l'artillerie durant la bataille de Tsushima. Après la guerre, il sert sur le Katori (en) lors de son voyage en 1905 jusqu'au Royaume-Uni. Rentrant au Japon en août 1906, il est promu commandant et sert comme instructeur à l'école d'artillerie navale de 1907 à 1909.
En décembre 1910, Satō devient commandant en second sur le cuirassé Aki. Le 1er décembre 1911, il est promu capitaine et reçoit son premier commandement avec le croiseur Suzuya. Il commande par la suite le Tone (en) (1913), l'Azuma (1913) et le Fusō (1915). Satō est promu contre-amiral le 1er décembre 1916.
Le 7 février 1917, Satō est affecté au commandement de la 2e flotte spéciale composée de plusieurs destroyers et déployée à Malte en Méditerranée dans le cadre de la participation japonaise à l'effort de guerre allié selon les termes de l'alliance anglo-japonaise. Satō commande ainsi deux escadres de 17 destroyers à partir du navire amiral Akashi (en), patrouillant en Méditerranée orientale d'Alexandrie à Marseille et d'Alexandrie à Tarente contre la marine impériale allemande et la marine austro-hongroise. Ses forces escortent des convois de navires marchands et de transport de troupes, et effectuent des missions de lutte anti-sous-marine. Les futurs amiraux Tamon Yamaguchi et Raizō Tanaka font partie de son État-major. Ces opérations se déroulent sous la supervision de la marine britannique en la personne de l'amiral Somerset Gough-Calthorpe, ainsi que du contre-amiral George Alexander Ballard, qui exprime sa grande appréciation de Satō dans les dépêches qu'il envoie à Londres. Les navires japonais comptent en moyenne 25 jours ou plus de service en mer chaque mois. La marine japonaise consacre 72 % de son temps à servir en mer, contre 60 % pour les Britanniques et environ 45 % pour les Français et les Italiens.
De retour au Japon après la guerre, Satō est commandant de l'école d'artillerie navale. Il est promu vice-amiral en décembre 1920, et commande le district de garde d'Ōminato en 1921. Il entre dans la réserve en 1923.
Satō meurt peu après la Seconde Guerre mondiale en 1948. De nombreuses de ses décorations reçues de la part des Alliés durant la Première Guerre mondiale sont exposées au musée de sa ville natale de Hanamaki.